# Matěj Kodeš
Matěj Kodeš (* 31. srpna 1983 Lysá nad Labem) je profesionální umělec, který se věnuje práci s mýdlovými bublinami. Při své show předvádí různá kouzla, triky a tvary z mýdlových bublin. Vystoupení bublináře se označuje jako bublinová show - bubble show.
Se svým uměním se řadí mezi světovou špičku v tomto oboru. Ovládá i náročné triky jejichž předvedení zvládá pouze několik umělců na světě. Nejpozoruhodnější práce je bublinová krychle, točící se kolotoč, hvězdička, tančící sněhulák, levitující, hořlavé a kouřové bubliny. Součástí show je také oblékání až několika dobrovolníků do bubliny, které je oblíbené u dětského i dospělého publika.

## Recept na bublifuk
Namíchejte si vlastní domácí bublifuk podle Matěje Kodeše, potřebovat budete pouze destilovanou vodu, jar a glycerín.

## Rekordy
Je držitelem 11 světových rekordů, které jsou zapsány v databázích Guinness World Records, Elite World Records a Agentury Dobrý den. Za jeden ze svých rekordů, uzavření závodního tahače do bubliny, byl nominován Agenturou Dobrý den na rekordmana roku. Mezi jeho největší osobní úspěchy řadí rekord z března 2014, kdy do jedné bubliny uzavřel neuvěřitelných 214 lidí.
- Nejvíc lidí zavřených v jedné bublině (214)
- Nejvíc osobních automobilů v bublině (3 vozy VW Passat)
- Největší volně letící bublina na světě (20,57 m³)
- Největší vozidlo a největší věc uzavřená v mýdlové bublině (Renault Truck)
- Nejdelší bublinový tunel na světě (24,1 m)
- Nejvíc tygrů v bublině (5 tygrů a 4 ošetřovatelé)
- Nejdelší bublinový řetěz (28 napojených bublin)
- Nejdelší bublinový řetěz vytvořený pouze pomocí rukou (14 napojených bublin)
- Nejvíc bublin v bublině (58)
- Nejvíc lidí telefonujících z bubliny (341)
- Nejvíc lidí s bublifukem (1386)

## Média
TV: host pořadů Show Jana Krause a Uvolněte se, prosím | Sama doma | Dobré ráno s ČT | Živě na Jedničce |  Hádej, kdo lže | X Factor | Pražení | Vlna z Brna
Reportáže: Gejzír
Články: Žena a život | Marianne | MF Dnes | Sedm | MET |Katka | Šarm | Nový čas
rozhovory: rádio Impuls | Český rozhlas | radio Čas | Typ rádio I Regina Praha
Matěj Kodeš se věnuje se také poradenství pro reklamu, film a divadlo, jeho bubliny jste mohli vidět např. v letní grafice na TV Nova, v televizní reklamě na mýdlo Axe, pivo Kronenbourg 1664, nebo obchod Interpark, v divadelním představení baletu Národního Divadla Camouflage a v Divadle Palace v představení Opona nahoru.
Spolupracoval také s Univerzitou Tomáše Bati ve Zlíně při natáčení filmu Amputace a s Filmovou akademií Miroslava Ondříčka v Písku na filmu Ponurá neděle.

## Fotogalerie

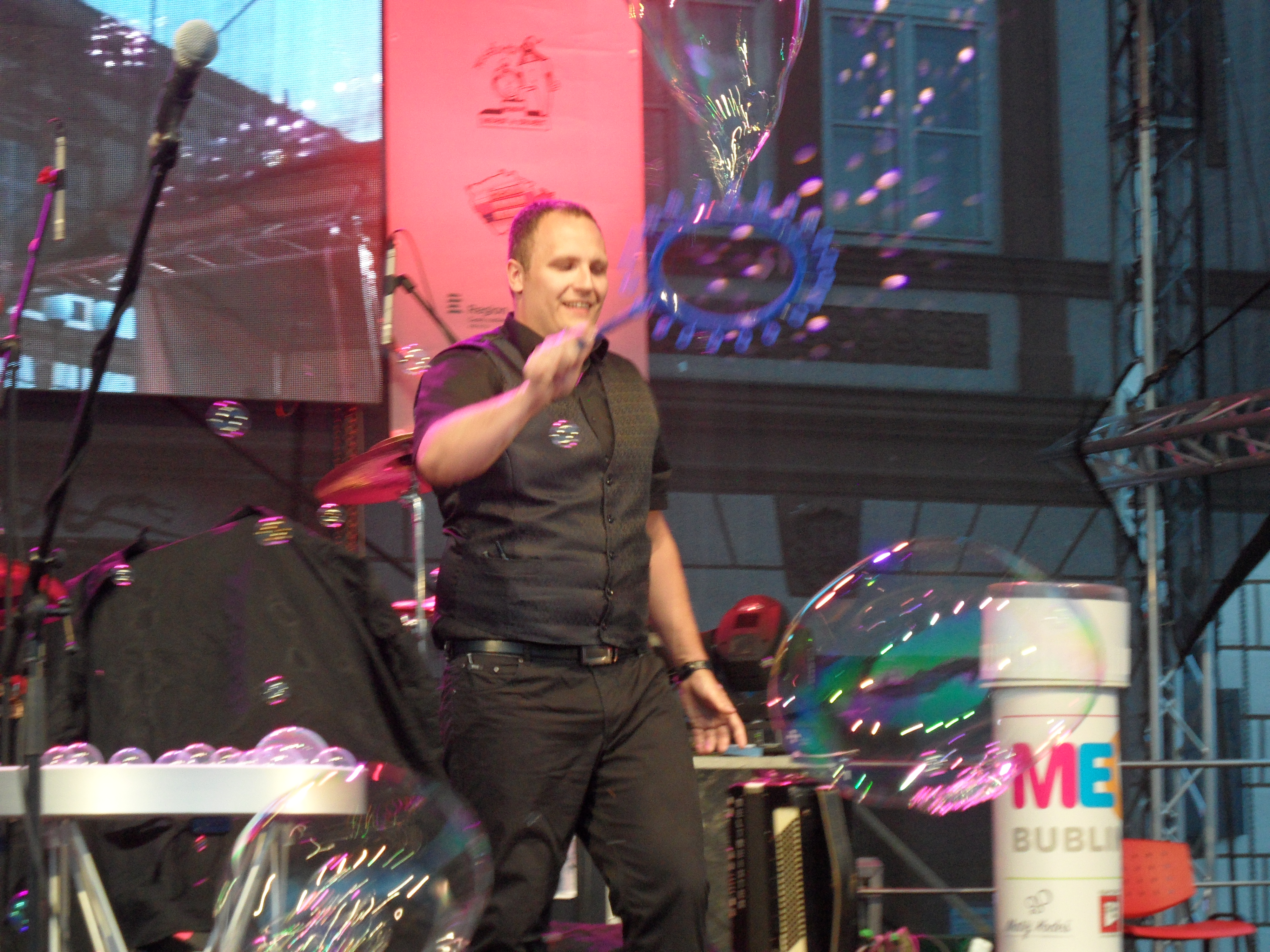
Z vystoupení na festivalu Pelhřimov – město rekordů 2017
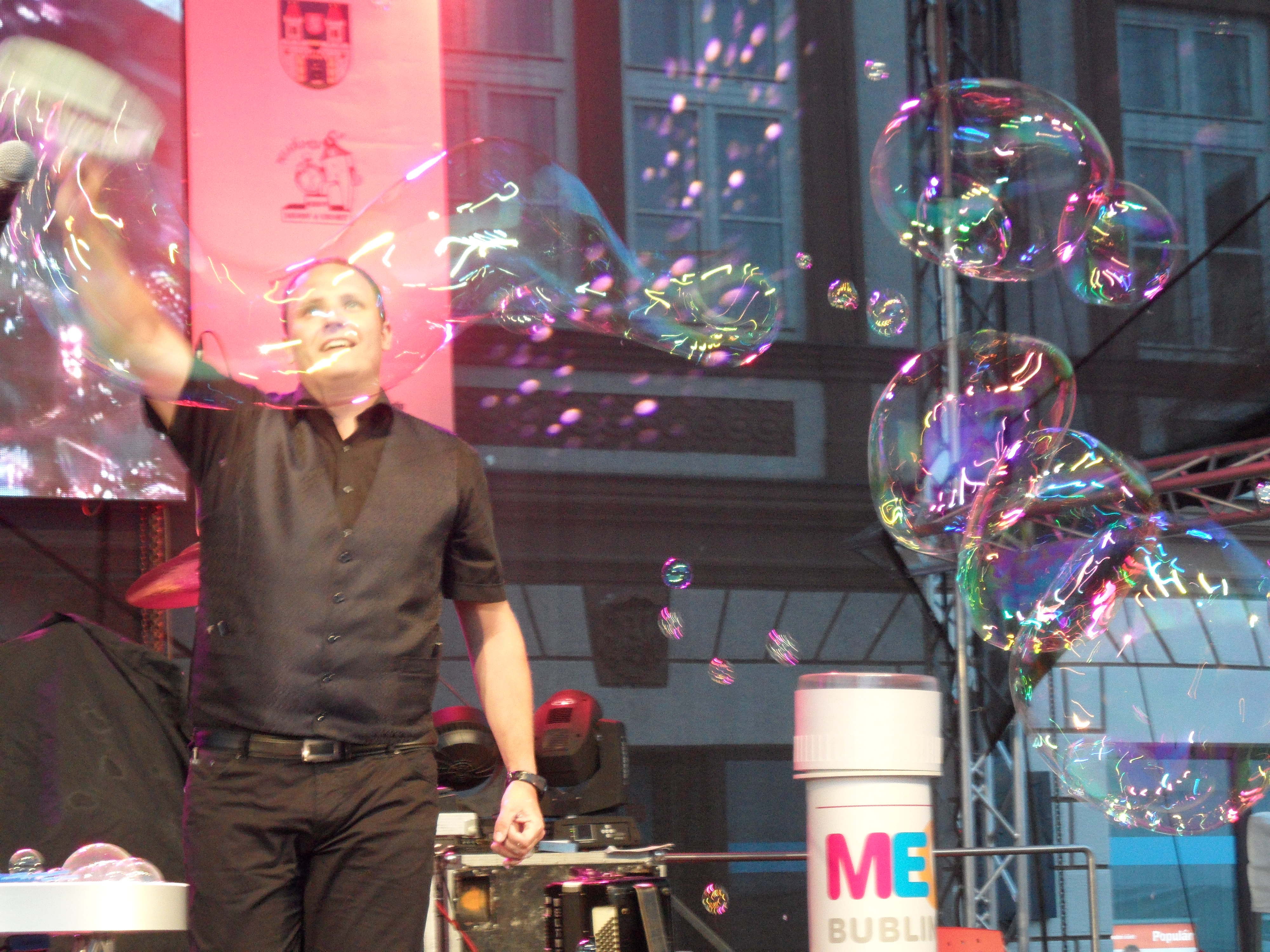
Z vystoupení na festivalu Pelhřimov – město rekordů 2017
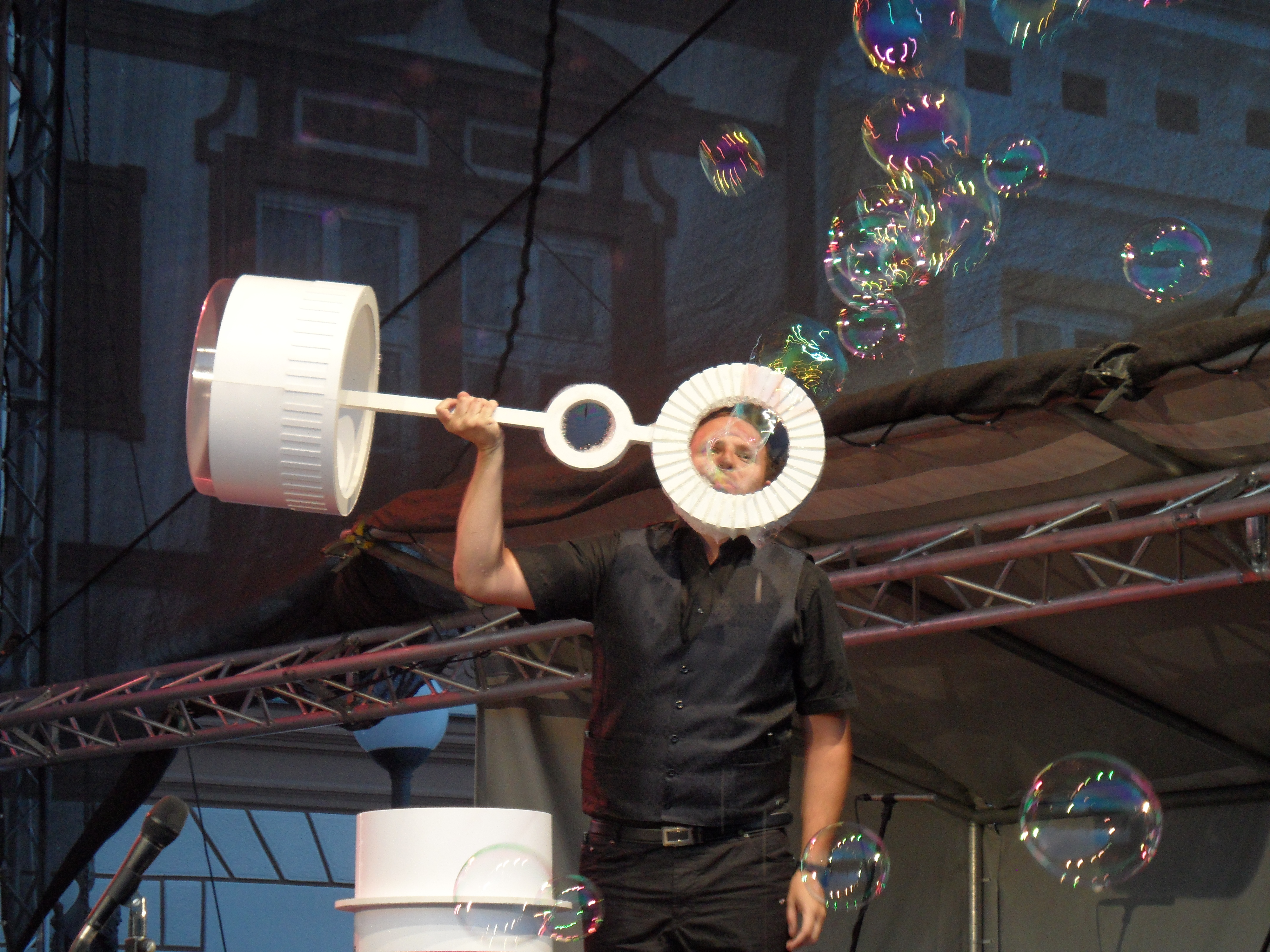
Největší bublifuk (140 cm)
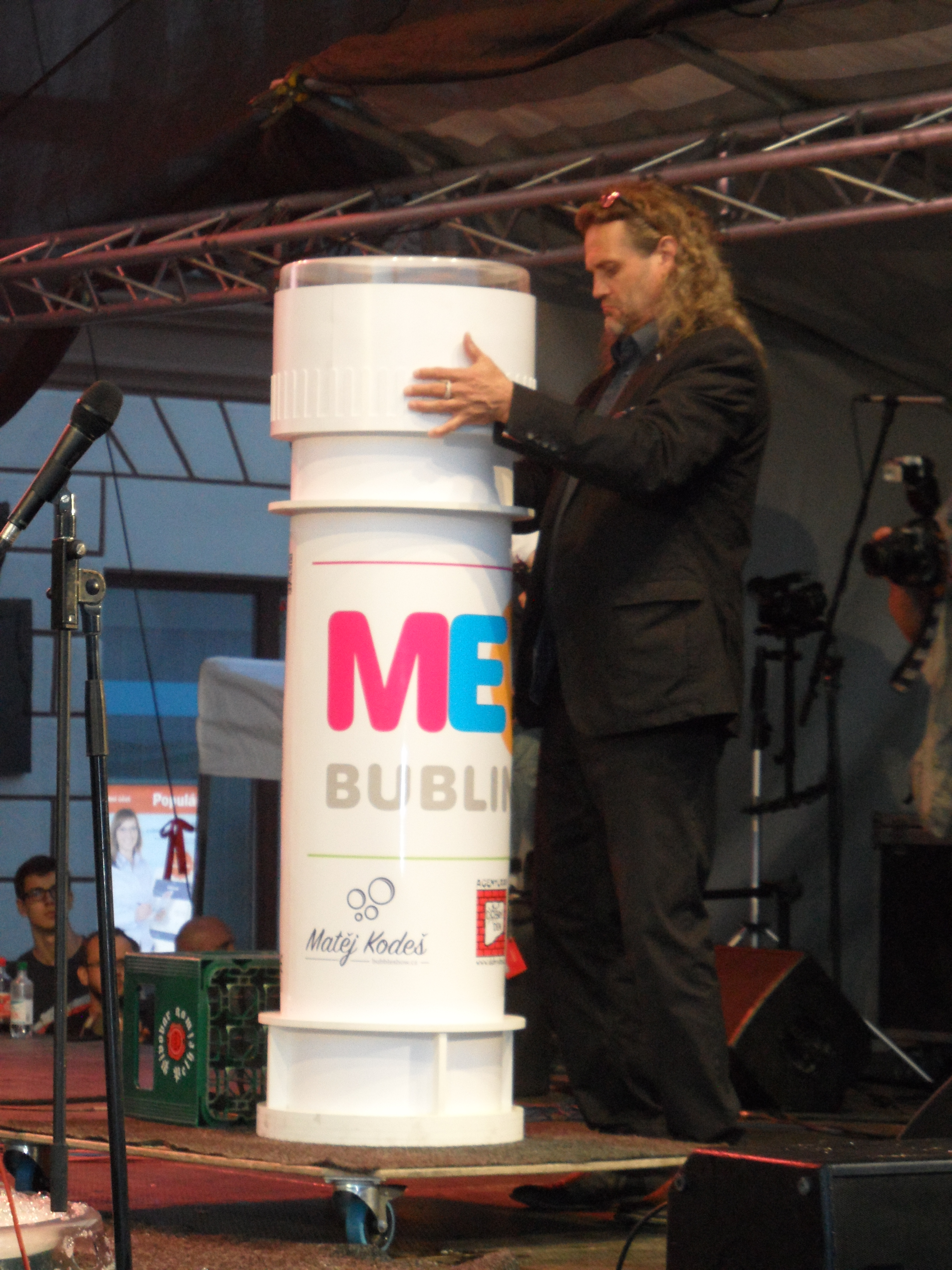
Největší bublifuk (140 cm)